# Papillaria nitens
Papillaria nitens là một loài Rêu trong họ Meteoriaceae. Loài này được (Hook. f. & Wilson) Sainsbury miêu tả khoa học đầu tiên năm 1952.